# Rhopalocranaus festae
Rhopalocranaus festae is een hooiwagen uit de familie Manaosbiidae.